# Simon Gerrans
Simon Gerrans (født 16. maj 1980 i Melbourne) er en australsk tidligere cykelrytter.
Hans største meritter er den samlede sejr i Tour Down Under i 2006 og etapesejren på Prato Nevoso på 15. etape af Tour de France 2008. Han har også vundet en etape i Giro d'Italia og Vuelta a España. I 2011 vandt han Post Danmark Rundt foran Daniele Bennati og Michael Mørkøv.

## Meritter
2005
Tour du Finistère
GP Industria Artigianato e Commercio Carnaghese
Samlet og 3. etape Herald Sun Tour
2006
Samlet og 1. etape Tour Down Under
Samlet Herald Sun Tour
2007
5. etape Jayco Bay Cycling Classic
GP Plumelec-Morbihan
2008
2. etape Critérium International
15. etape af Tour de France
2009
1. etape Jayco Bay Cycling Classic
14. etape af Giro d'Italia
GP Ouest-France
10. etape af Vuelta a España
2011
Samlet Post Danmark Rundt
2012
Australsk mester i landevejscykling
Tour Down Under
Milano-Sanremo
Grand Prix Cycliste de Québec
2013
5. etape af Tour Down Under 2013
6. etape af Catalonien Rundt 2013
1. etape af Baskerlandet Rundt 2013